# Stemma di Anguilla

Lo stemma di Anguilla

Lo stemma di Anguilla è composto da tre delfini di colore arancione posti su sfondo bianco e turchese.
I tre delfini rappresentano la tenacia, l'unità e la forza mentre la loro disposizione circolare rappresenta la continuità col passato.
Anche i colori scelti per lo sfondo hanno una valenza simbolica: il bianco rappresenta la pace e la tranquillità mentre il turchese è un riferimento al mare che circonda l'isola ma anche un simbolo della fede e della speranza .